# Lista över Bondskurkar
Bondskurkar kallas de antagonister som James Bond möter i böckerna av Ian Fleming och filmerna av EON Productions. Ofta har de planer på världsherravälde.

## Officiella bondskurkar
| Film                              | Skurk                        | Skådespelare                                 | Plan | Omintetgörande | Öde |
| --------------------------------- | ---------------------------- | -------------------------------------------- | --- | --- | --- |
| Agent 007 med rätt att döda       | Dr. Julius No                | Joseph Wiseman                               | Att sabotera amerikanska missilprover. | Bond överbelastar kärnreaktorn i basen, så att maskinen som skulle sabotera proven överbelastas och slås ut. | Sänktes ner i sin egen reaktorkylare, följaktligen ihjälkokt.                                                                                         |
| Agent 007 ser rött                | Rosa Klebb                   | Lotte Lenya                                  | Att erhålla en rysk avkodningsmaskin och skicka Red Grant för att lönnmörda Bond. | Bond erhåller maskinen åt MI6 och England, och undviker lönnmordförsöket. | Skjuten i bröstet av Tatiana Romanova. |
| Agent 007 ser rött                | Ernst Stavro Blofeld         | Anthony Dawson (kropp), Eric Pohlmann (röst) | Att erhålla en rysk avkodningsmaskin och skicka Red Grant för att lönnmörda Bond. | Bond erhåller maskinen åt MI6 och England, och undviker lönnmordförsöket. | Överlever. |
| Goldfinger                        | Auric Goldfinger             | Gert Fröbe (Kropp), Michael Collins (röst)   | Att utlösa en atombomb i Fort Knox och förstöra allt amerikanskt guld för att göra sitt eget guld mer värdefullt. | Bond desarmerar bomben innan den utlöses i Fort Knox. | Sugs ut ur ett flygplan genom ett krossat fönster. |
| Åskbollen                         | Emilio Largo                 | Adolfo Celi                                  | Att använda stulna kärnvapenrobotar för att få pengar från Storbritannien via utpressning. | Robotarna förstörs av Bond och amerikanska kustvakten innan pengarna hann levereras. | Skjuten i ryggen med harpungevär av sin älskarinna, Domino.                                                                                           |
| Åskbollen                         | Ernst Stavro Blofeld         | Anthony Dawson (kropp), Eric Pohlmann (röst) | Att använda stulna kärnvapenrobotar för att få pengar från Storbritannien via utpressning. | Robotarna förstörs av Bond och amerikanska kustvakten innan pengarna hann levereras. | Överlever. |
| Man lever bara två gånger         | Ernst Stavro Blofeld         | Donald Pleasence                             | Att tillfångata amerikanska och ryska rymdfarkoster för att starta krig mellan supermakterna, å Japans vägnar. | Bond använder en självförstörelsemekanism i Blofelds näste för att förstöra Bird 1-skytteln som tillfångatar andra skyttlar. | Överlever. |
| I hennes majestäts hemliga tjänst | Ernst Stavro Blofeld         | Telly Savalas                                | Att utpressa världen med virus som dödar grödor och boskap. | Med hjälp av Marc Ange Draco förstör Bond labbet där virusen utvecklas, innan de hinner släppas lös. | Överlever. |
| Diamantfeber                      | Ernst Stavro Blofeld         | Charles Gray                                 | Att bygga en satellit med dödsstråle som kan förstöra mål var som helst på jorden. | Bond använder sin ubåt som rivningskula mot kontrollrummet i Blofelds näste, och satelliten slås ut. | Överlever. (Detta visas inte förrän i Ur dödlig synvinkel, där han sitter i rullstol.)                                                                |
| Leva och låta dö                  | Dr. Kananga/Mr. Big          | Yaphet Kotto                                 | Att dela ut gratis heroin på marknaden, så att alla drogkarteller går i konkurs och antalet beroende ökar, så att Kananga får monopol på heroin                                                                                              | Quarrel Jr. förstör hans vallmoåkrar. | Bond tvingar honom att svälja en kula från ett hajgevär, han blåses upp och exploderar.                                                               |
| Mannen med den gyllene pistolen   | Francisco Scaramanga         | Christopher Lee                              | Att erhålla Solexagitatorn, en nödvändig komponent till ett soldrivet kraftverk, och sälja till högstbjudande; samt att döda Bond, den ende man han anser som jämlik.                                                                        | Bond dödar honom och stjäl agitatorn åt MI6. | Skjuten i hjärtat av Bond i spegelsalen. |
| Älskade spion                     | Karl Stromberg               | Curd Jürgens                                 | Att förgöra världen genom att avfyra missiler från kapade ubåtar mot New York och Moskva (vilket skulle lura in världens regeringar i en kärnvapenförintelse); återuppbygga civilisationen under havet.                                      | Bond ställer om koordinaterna på missilerna så att de spränger varandra. | Skjuten fyra gånger genom ett rör under bordet och över bordet av Bond.                                                                               |
| Moonraker                         | Hugo Drax                    | Michael Lonsdale                             | Att förgöra allt mänskligt liv på jorden genom att använda en giftgas i speciella glober; återuppbygga mänskligheten genom noga kontrollerad avel.                                                                                           | Rymdstationen med de giftiga globerna förstördes av amerikanska marinkåren, och de tre globerna som avfyrades förstördes av Bond och Holly Goodhead innan de hann göra någon skada.                                                  | Skjuten med giftpil och uttvingad i yttre rymden av Bond.                                                                                             |
| Ur dödlig synvinkel               | Aris Kristatos               | Julian Glover                                | Att erhålla ATAC-maskinen som skulle ge honom kontroll över brittiska Polaris-robotar. | Bond förstör ATAC genom att slänga den över ett stup. | Huggen i ryggen med kastkniv av Milos Columbo. |
| Ur dödlig synvinkel               | Ernst Stavro Blofeld         | John Hollis (kropp) Robert Rietty (röst)     | Att döda Bond som hämnd för att ha omintetgjort alla hans planer och att ha upplöst SPECTRE (genom att fjärrstyra en helikopter och få den att krascha)                                                                                      | Bond kopplar ur kabeln som Blofeld styr helikoptern med och dödar honom. | Blir nersläppt i en skorsten av Bond. |
| Octopussy                         | Kamal Khan                   | Louis Jourdan                                | Att hjälpa general Orlov med sina planer och få stulna juveler från Kreml. | Bond desarmerar bomben. | Dör i en uppseendeväckande flygplanskrasch. |
| Octopussy                         | General Orlov                | Steven Berkoff                               | Att spränga en amerikansk kärnvapenbomb i en amerikansk militärbas under en cirkusföreställning, som Orlov hoppas kommer att leda till att Europa kräver nedrustning, så att Orlovs planer att invadera och ta över Västeuropa kan gå i lås. | Bond desarmerar bomben. | Medan han försöker hoppa upp på Octopussys cirkuståg slår han ner tre gränsvakter, som sedan skjuter honom i ryggen upprepade gånger med maskingevär. |
| Levande måltavla                  | Max Zorin                    | Christopher Walken                           | Att orsaka en enorm jordbävning som förstör Silicon Valley och ger honom monopol på mikromarknaden. | Hans förra underhuggare och älskarinna, May Day, byter sida och offrar sitt eget liv för att frakta bort en bomb som är nödvändig för planen.                                                                                        | Faller från Golden Gate-bron. |
| Iskallt uppdrag                   | General Koskov               | Jeroen Krabbé                                | Att ingå ett triangelavtal med Whitaker och Feyador där han får nog med vapen för att ta över KGB efter lönnmordet på Pushkin. | Opiumet som skulle levereras till Whitaker förstörs, och hela avtalet går under | Arresterad; avrättad av Pushkins regering. |
| Iskallt uppdrag                   | Brad Whitaker                | Joe Don Baker                                | Att ingå ett triangelavtal med Feyador och Koskov där Whitaker får värdefullt opium. | Opiumet som skulle levereras till Whitaker förstörs, och hela avtalet går under | Bond aktiverar en bomb förklädd som nyckelring, och en byst av Wellington faller på Whitaker och krossar honom till döds.                             |
| Tid för hämnd                     | Franz Sanchez                | Robert Davi                                  | Att skapa en internationell drogkartell från Sydamerika till Asien. | Bond dödar honom och förstör hans droger. | Bond sätter eld på hans bensindränkta kropp, och sedan sprängs han.                                                                                   |
| GoldenEye                         | Alec Trevelyan (006)         | Sean Bean                                    | Att ta över en EMP-satellit kallad GoldenEye och använda den för egen vinning och personlig hämnd. | Bond förstör GoldenEye genom att sabotera marksändaren, så att GoldenEye brinner upp vid återinträdet. | Bond låter honom falla från radarantennen, och kort därefter faller ramen på honom och krossar honom till döds.                                       |
| Tomorrow Never Dies               | Elliot Carver                | Jonathan Pryce                               | Att provocera krig mellan Storbritannien och Kina för att få rubriker för nyhetsrapportering. | Bond förstör Carvers stealthfartyg i en enorm explosion, tillsammans med en missil som är nödvändig för kriget. | Knuffad framför sin egen fjärrstyrda SEA-VAC-borr. |
| Världen räcker inte till          | Elektra King                 | Sophie Marceau                               | Att döda sin far och ta över hans oljebolag, som hon ser som sitt. | Lyckas, men dödas av Bond. | Skjuten av Bond. |
| Världen räcker inte till          | Renard                       | Robert Carlyle                               | Att förstöra Istanbul genom att spränga en kärnvapenubåt i Bosphurus så att Elektra King kan monopolisera oljemarknaden. | Bond hindrar honom från att spränga ubåten. | Spetsad i bröstet av en uranstav. |
| Die Another Day                   | Gustav Graves (Överste Moon) | Toby Stephens (Will Yun Lee)                 | Att invadera Sydkorea med hjälp av en satellit med dödsstråle. | Bond dödar honom och slår ut satelliten, som styrdes av hans dräkt. | Bond utlöser hans fallskärm, vilket suger in honom (och hans dräkt) i en av turbinerna.                                                               |
| Casino Royale                     | Le Chiffre                   | Mads Mikkelsen                               | Att vinna tillbaka förlorade pengar i en Texas Hold 'Em-turnering. | Bond vinner pengarna, och Le Chiffre dödas av Mr. White. | Skjuten i huvudet av Mr. White. |
| Casino Royale                     | Mr. White                    | Jesper Christensen                           | Att återfå pengar förlorade av Le Chiffre. | Lyckas, men tillfångatas av Bond. | Skjuten i benet och arresterad, men överlever. |
| Quantum of Solace                 | Dominic Greene               | Mathieu Amalric                              | Att iscensätta en statskupp i Latinamerika och få kontroll över ett landstycke med stora resurser. | Camille dödar General Medrano (Greenes kontakt som ska sätta planen i verket), och Bill Tanner gör Greene bankrutt med lite hacking, vilket gör alla hans ansträngningar förgäves.                                                   | Lämnad mitt i den bolivianska öknen av Bond, skjuten i huvudet två gånger av en oidentifierad Quantum-agent.                                          |
| Quantum of Solace                 | General Medrano              | Joaquín Cosío                                | Att hjälpa Greene med sin plan så att Medrano kan bli diktator i Bolivia. | Camille dödar honom som hämnd för att han slaktat hennes familj, och omintetgör hela planen. | Skjuten i bröstet av Camille. |
| Quantum of Solace                 | Mr. White                    | Jesper Christensen                           | Att fly från MI6. | Lyckas, men såras. | Är fortfarande ute. |
| Skyfall                           | Raoul Silva                  | Javier Bardem                                | Att skada M inför regeringen genom att orsaka en skandal som skadar MI6 och tvingar henne att avgå, och sedan döda henne som hämnd för att hon förrådde honom när han arbetade för MI6.                                                      | Silva lyckas indirekt skada M dödligt när hans styrkor attackerar henne, men Silva dödas själv innan hon dör. | Bond kastar en jaktkniv i hans rygg. |
| Spectre                           | Ernst Stavro Blofeld         | Christoph Waltz                              | Att ta kontroll över ett globalt övervakningssystem, kallat ''Nine eyes''. | Bond förstör Blofelds datacenter och Q lyckas inaktivera programmet "Nine Eyes" innan det kan aktiveras. | Arresterad av M. Lämnad med ärr och blindhet i vänster öga                                                                                            |
| Spectre                           | Max Denbigh/C                | Andrew Scott                                 | Att ta kontroll över ett globalt övervakningssystem, kallat ''Nine eyes''. | Bond förstör Blofelds datacenter och Q lyckas inaktivera programmet "Nine Eyes" innan det kan aktiveras. | Hamnar i slagsmål med M och faller till sin död. |
| No Time to Die                    | Ljutsifer Safin              | Rami Malek                                   | Att hämnas på SPECTRE, mr. Whites familj och världen för sina egna förluster genom att döda miljontals människor med "Heracles" – ett DNA-baserat biovapen som SPECTRE stal från MI6.                                                        | Dödar mr. Whites fru, SPECTRE och Blofeld och skiljer Bond från Madeleine permanent. Misslyckas med att sprida ut Heracles tack vare Bonds och Royal Navys inblandning, och Royal Navy förstör anläggningen som tillverkar Heracles. | Ihjälskjuten av Bond efter en strid. |
| No Time to Die                    | Ernst Stavro Blofeld         | Christoph Waltz                              | Att fly från fängelset, återuppbygga SPECTRE och döda Bond med Heracles. | Safin använder Heracles för att döda SPECTRE-medlemmarna förutom Blofeld. | Dör efter att Bond omedvetet smittat ned honom med Heracles.                                                                                          |

## De inofficiella Bondfilmernas skurkar
| Film                              | Skurk                                 | Skådespelare                        |
| --------------------------------- | ------------------------------------- | ----------------------------------- |
| Casino Royale — TV-pjäs från 1954 | Le Chiffre                            | Peter Lorre                         |
| Casino Royale — film från 1967    | Le Chiffre Dr. Noah/Jimmy Bond        | Orson Welles Woody Allen            |
| Never Say Never Again             | Maximilian Largo Ernst Stavro Blofeld | Klaus Maria Brandauer Max von Sydow |

## Skurkarnas hantlangare
Många av de mest populära Bondskurkarna har försett sig en hantlangare som utan ifrågasättande utför de mord etc som han beordrar. Oftast är hantlangaren urstark men föga intelligent. Flera av hantlangarna har blivit mycket välkända eller till och med populära bland Bondfansen. De mest kända torde vara följande:
- Hajen (Älskade spion, Moonraker)
- Oddjob (Goldfinger)
- Professor Dent (Agent 007 med rätt att döda)
- Gobinda (Octopussy)
- Necros (Iskallt uppdrag)
- Donovan "Red" Grant (Agent 007 ser rött)
- Mr. Kidd och Mr. Wint (Diamantfeber)
- Nick Nack (Mannen med den gyllene pistolen)
- Tee Hee (Leva och låta dö)
- Chang (Moonraker)

Utöver de namngivna medhjälparna så finns det i de tidigare filmerna ofta en stor grupp anonyma skurkar som saknar egen initiativkraft och vars viktigaste uppgift är att bli nedslagna eller dödade av Bond.